# Estret de Magallanes
L'estret de Magallanes és un braç de mar que obre una via navegable entre el sud de la part continental de Xile i l'Illa Gran de Terra del Foc. L'estret té una gran importància pel fet de comunicar l'oceà Atlàntic amb l'oceà Pacífic i fou la via utilitzada per Fernão de Magalhães que el descobrí i el batejà amb el seu nom quan anava amb la intenció de fer la primera volta al món. És, a més, un paisatge de gran atractiu natural difícil de navegar: els vaixells actuals canvien d'oceà a través del passatge de Drake (al sud) o del canal de Panamà.
Administrativament, pertany a la regió de Magallanes i de l'Antàrtica Xilena, el territori xilè més austral.
D'acord amb l'Organització Hidrogràfica Internacional la seva boca oriental està determinada per la línia que uneix el cap Vírgenes amb el cap del Espíritu Santo. Amb tot, aquest límit no coincideix amb el que s'estableix en el Tractat que van signar l'Argentina i Xile el 1984, que va establir en el seu article 10è que «el punt oriental de l'Estret de Magallanes [està] determinat per punta Dungeness al nord i el cap del Espíritu Santo al Sud», considerant-lo íntegrament sota jurisdicció de Xile, a la regió de Magallanes i de l'Antàrtica Xilena. D'acord amb els tractats argentino-xilens de 1881 i 1984 l'accés per la seva boca oriental i la navegació de la mateixa es troben assegurats als vaixells de totes les banderes en tot temps i circumstància.

## Origen geològic
Durant el Cretaci tardà, fa aproximadament 80 milions d'anys, es van originar fractures de parets planes a causa dels moviments terrestres, les quals van donar origen als canals patagons. Una d'aquestes fractures, que començava prop de la latitud 53 ºS, va prendre progressivament la direcció NO-SE formant una estreta i llarga depressió que va passar a formar, posteriorment, la part occidental del futur estret de Magallanes, des de la boca occidental fins al cap Froward.
Durant el Plistocè, fa aproximadament 1.500.000 anys, les condicions climàtiques del planeta eren extremes, originant una vasta capa de gel que cobria l'extrem sud del continent americà des de la vall del riu Gallegos fins a l'extrem sud de l'illa Hoste, però deixant fora les illes Wollaston i Hermites.
Després, aquest mantell de gel va començar a moure's, retrocedint i avançant, donant origen a enormes llengües glaciars. Una d'aquestes llengües, a causa de l'erosió i el moviment d'avanç i retrocés glacial, va contribuir a llaurar i aprofundir depressions formant la gran conca que forma la boca oriental de l'estret. Una segona llengua va formar un llac entre les actuals Angosturas i finalment es va formar un gran embassament orientat de nord a sud, que començava en el pas Famine i separava la península de Brunswick de l'illa Dawson.
D'aquesta manera, la part oriental del futur estret va estar formada per dos grans llacs i una àmplia conca en la seva boca oriental. Entre els dos llacs es va formar un istme que va permetre, fa uns 10.000 anys, el pas cap al sud de diverses espècies de la fauna terrestre i dels primers éssers humans.
Quan el nivell de les aigües va pujar, a causa dels desglaços de la fi de l'era glacial, es van unir els llacs amb la conca de la boca i es va formar l'estret. Això va succeir en una data recent no determinada.

## Història

### Prehistòria
L'estret de Magallanes ha estat habitat per indígenes americans durant milers d’anys. Els kawésqar vivien a la part occidental de la costa nord de l'estret. A l'est dels kawésqar hi havia els tehuelche, el territori dels quals s'estenia cap al nord, a la Patagònia. Al sud dels tehuelche vivien els Selk'nam, que habitaven la major part oriental de la Terra del Foc. A l'oest dels selk'nam hi havia el poble yagan, que habitava la part més meridional de la Terra del Foc.
Totes les tribus de la zona eren caçadors-recol·lectors nòmades. Els tehuelche eren l'única cultura no marítima de la zona; pescaven i recollien mariscs a la costa durant l'hivern i es traslladaven als Andes meridionals a l'estiu per caçar. Les tribus de la regió van tenir poc contacte amb els europeus fins a finals del segle xix. Més tard, les malalties introduïdes pels europeus van delmar de manera important la població indígena.
Les tradicions dels selk'nam foren registrades pel missioner salesià Giuseppe María Beauvoir. Aquestes relaten que els selk'nam van arribar a la Terra del Foc per terra i que posteriorment no van poder tornar cap al nord, ja que el mar havia inundat la seva travessia. Es creu que la migració selknam cap a la Terra del Foc va desplaçar un poble no mariner, els haush, que ocupaven la major part de l'illa principal. Es creu que els selk'nam, haush i tehuelche són pobles relacionats culturalment i lingüísticament, físicament diferents dels pobles marítims.

### Fernão de Magalhães

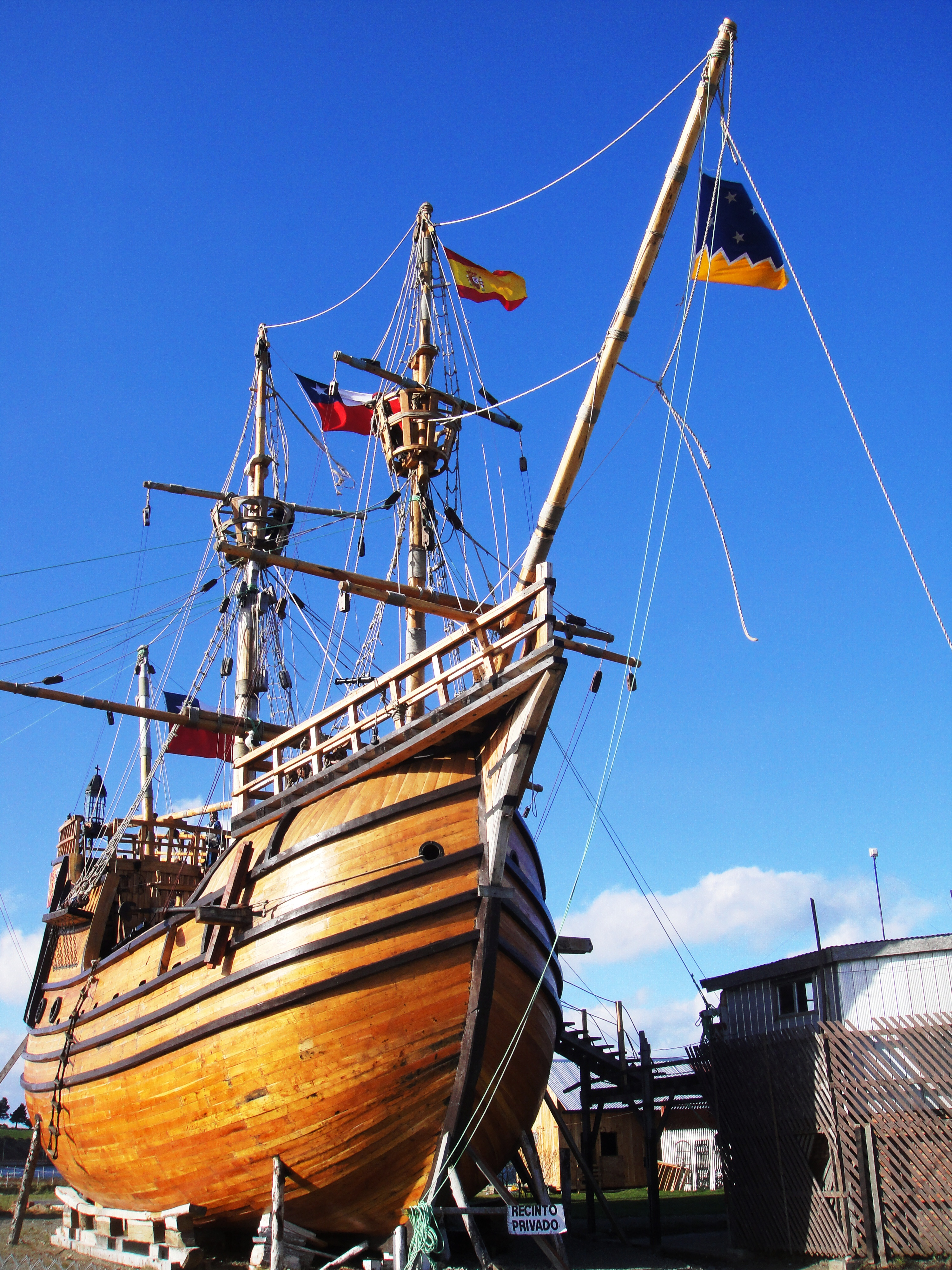
Rèplica de la Victoria, un dels vaixells de Magalhães, al Museu Nao Victoria, Punta Arenas, Chile

El primer contacte europeu en aquesta zona va ser l'Expedició de Magalhães-Elcano. Un informe d'António Galvão de 1563, que esmenta les primeres cartes que mostraven l'estret com una "península cua de drac" ha portat a especular que hi hauria hagut contactes anteriors, però generalment es descarten.
Magalhães va dirigir una expedició al servei de l'emperador Carles V per circumnavegar el món. Els seus vaixells foren els primers a navegar per l'estret el 1520. Els cinc vaixells que formaren l'expedició foren La Trinidad (110 tones, 55 membres de tripulació), sota el comandament de Magalhães; La San Antonio (120 tones, 60 tripulants) al comandament de Juan de Cartagena; La Concepción (90 tones, 45 tripulants) sota el comandament de Gaspar de Quezada i en la qual hi anava Juan Sebastián Elcano; La Victoria (85 tones, 42 tripulants) al comandament de Luis de Mendoza; i La Santiago(75 tones, 32 tripulants), al comandament de Juan Serrano. Abans del pas de l'estret, i després del motí a Puerto San Julián,
Durant l'estiu (hivern a l'hemisferi nord), Magalhães va decidir enviar un dels seus vaixells en reconeixement de trobar el pas que conduís cap a la costa oest americana, a l'oceà Pacífic. En aquest procés el Santiago va naufragar el 3 de maig de 1520. Tres mesos més tard, Magalhães va decidir anar cap al sud amb els quatre vaixells restants. El 21 d'octubre de 1520 Magalhães va veure un cap que va anomenar cap Vírgenes, el punt que marcava l'entrada de l'estret. En aquest instant va començar l'exploració per descobrir un pas cap a occident i en la qual van dedicar més d'un mes en localitzar. No serà fins un mes després quan finalment aconsegueix creuar l'estret, inicialment anomenat "Canal de Tots els Sants", per ser el dia de Tots Sants quan hi van accedir per primer cop, però ràpidament fou rebatejat com a estret de Magallanes en honor de l'explorador. En el laberint de fiords, envoltat de penya-segats "amenaçant" les aigües "perdudes", les històries indiquen que els mariners varen observar moltes fumeres a l'interior: la Tierra del Humo que varen reflectir els mapes posteriors del viatge com a Terra del Foc.
Al centre de l'estret, Esteban Gómez pilot del San Antonio, es va rebel·lar amb els seus homes i empresonà el capità Álvaro de Mesquita, un cosí de Magalhães. Va donar la volta i es va desertar dirigint-se cap a Sevilla amb la seva càrrega d'aliments i béns per a bescanviar. Després de creuar l'Atlàntic, el vaixell arribà a Sevilla el 6 de maig de 1521 amb 55 homes a bord.